# Quentin Debray
Pour les articles homonymes, voir Debray.
 (juin 2013).
Si vous disposez d'ouvrages ou d'articles de référence ou si vous connaissez des sites web de qualité traitant du thème abordé ici, merci de compléter l'article en donnant les références utiles à sa vérifiabilité et en les liant à la section « Notes et références ».
Quentin Debray, né le 1er avril 1944 à Paris, est un écrivain et psychiatre français.

## Biographie
Fils de Pierre Debray-Ritzen et cousin de Régis Debray, Quentin Debray est professeur de psychiatrie à la faculté de médecine Paris Descartes et chef de service à l'hôpital Corentin-Celton (AP-HP).
Parallèlement, il mène une carrière littéraire avec la publication de plusieurs romans dans une veine historique et psychologique.

### Autres activités
Membre du conseil scientifique de la fondation Jérôme-Lejeune, il anime, toutes les quatre semaines à partir de mai 2010, une émission intitulée Psychologie et littérature sur Radio Courtoisie.

### Travaux
Quentin Debray travaille notamment sur la dépression et sur les troubles de la personnalité. Il œuvre pour le développement des thérapies cognitivo-comportementales, publiant des ouvrages sur ces questions.

## Publications

### Ouvrages de psychiatrie
- Le Psychopathe, Paris, PUF, 1984
- L'Idéalisme passionné, Paris, PUF, 1989
- Vivre avec une dépression, Paris, Le Rocher, 1992
- Les Personnalités pathologiques : approche cognitive et thérapeutique, Paris, Masson, 1997 (réimp. 2011)
- Psychopathologie de l'adulte, Paris, Masson, 2001
- Amour, sexualité et troubles de la personnalité, Paris, Privat, 2007
- La Rencontre amoureuse, Le Cavalier Bleu, 2009  (ISBN 978-2846702669)
- L'Addiction sexuelle : idées reçues sur une souffrance méconnue, Le Cavalier Bleu, 2013  (ISBN 978-2846704939)

### Romans et essais
- La Maison de l'empereur, Paris, Albin Michel, 1998
- L'Impatiente de Freud, Paris, Albin Michel, 2002
- Le Livre de la fatigue, Issy-les-Moulineaux, Masson, 2003  (ISBN 2294011449)
- La Véranda au coucher du soleil, Paris, Le Rocher, 2005
- La Bataille de Nancy, Paris, Le Rocher, 2007
- Le Moment magique, Le Rocher, 2008  (ISBN 978-2268065168)
- Le Pont d'Auguste : Corot en lumière, Alphée, 2010  (ISBN 978-2753805705)
- L'Enfant Sade, Paris, Pierre-Guillaume de Roux, 2013  (ISBN 978-2363710550)
- Pirandello, Tchékhov et quelques autres - La mise en question de la personnalité en littérature, Orizons, 2017  (ISBN 979-10-309-0110-8)
- Dickens et Freud, Orizons, 2018  (ISBN 979-10-309-0172-6)
- Jean et Julie ou l’histoire philosophique et amoureuse de Jean d'Alembert et Julie de Lespinasse, Orizons, 2019  (ISBN 979-10-309-0196-2)
- Balzac, amours et sexualité, Orizons, 190 p., 2022  (ISBN 979-1030903041)